# Vi (tidning)
Vi är en månadstidning med fokus på kultur- och samhällsfrågor som grundades av Kooperativa Förbundet år 1913.

## Historia
Kooperativa förbundet grundade år 1913 tidningen Konsumentbladet som var en veckotidning om kooperation och hushållsekonomi. 1924 minskades det ideologiska innehållet och Konsumentbladet gjordes om till en familjetidning "för Sveriges hushåll". Det nuvarande namnet Vi fick tidningen 1937.
Tidningen är känd för sina påkostade fotoreportage och för att genom åren ha berett plats för många svenska fotografer och författare tidigt i deras karriärer. Vi profilerade sig med samtida sociala samhällsreportage och skönlitterärt innehåll av medverkade författare som Vilhelm Moberg, Karin Boye, Nils Ferlin, Moa Martinson, Lubbe Nordström och Ivar Lo-Johansson. Också barnlitteratur fick utrymme med Astrid Lindgren som medarbetare. Från 1950-talet fick bildreportaget allt större utrymme, liksom utrikesreportage och miljöjournalistik.
Tidningen hade sin största upplaga 1947, då den uppgick till 676 000 exemplar, motsvarande 40 procent av Sveriges hushåll.
1988 knoppades den förlustbringande tidningen av från Kooperativa förbundet och ges idag ut med resultatansvar av AB Tidningen Vi, som ägs av Kooperativa Förbundet. 2005 gick tidningen över från 14-dagars- till månadsutgivning.
2008 startades systertidningen Vi läser.

## Priser och utmärkelser
Tidningen vann år 2007 pris för Årets tidskrift inom kategorin populärpress under 50 000 exemplar, som delas ut av branschorganisationen Sveriges Tidskrifter. Juryns motivering var ”En klassiker som år efter år lyckas behålla sin höga kvalitet”.

## Chefredaktörer
- 1933–1945: Seved Apelqvist
- 1945–1959: Nils Thedin
- 1959–1966: Birger Lundberg
- 1966–1968: Örjan Wallqvist
- 1968–1970: Bo Präntare
- 1970–1978: Sten Lundgren
- 1979–1982: Allan Larsson
- 1982–1987: Monica Boëthius
- 1988–1992: Mats Ekdahl
- 1992–2004: Göran Gynne
- 2005–2010: Anneli Rogeman
- 2011–2018: Sofia Wadensjö Karén
- 2018–2019: Markus Wilhelmson (tf)
- 2019–2023: Unn Edberg
- 2024– Markus Wilhelmson